# Димитриев, Эмил
Эмил Димитриев (макед. Емил Димитриев; род. 19 марта 1979, Пробиштип, Македония, Югославия) — северомакедонский политик, премьер-министр Республики Македония с 18 января 2016 по 31 мая 2017 года.

## Биография
Родился 19 марта 1979 года в одной из республик СФРЮ Социалистической Республике Македония.
В 2008—2014 годах был заместителем министра обороны.
В 2013—2017 годах занимал пост генерального секретаря «Внутренней македонской революционной организации — Демократической партии за македонское национальное единство».
После отставки 15 января 2016 года кабинета Николы Груевски по поручению президента Македонии Георге Иванова Димитриев стал исполняющим обязанности премьер-министра. Через три дня он был утверждён в этой должности.
С сентября 2016 по май 2017 года Димитриев возглавлял переходное правительство, задачей которого было обеспечение проведения в стране внеочередных парламентских выборов, которые прошли 11 декабря 2016 года.
Женат, имеет двое детей.

## Образование
Имеет два высших образования: Университет Святых Кирилла и Мефодия в Скопье, Белградский университет.

## Факты
- Являлся одним из самых молодых руководителей глав государств и правительств в мире.